# Apatura javana
Apatura javana är en fjärilsart som beskrevs av Hans Fruhstorfer 1906. Apatura javana ingår i släktet Apatura och familjen praktfjärilar. Inga underarter finns listade i Catalogue of Life.